# Ronduite

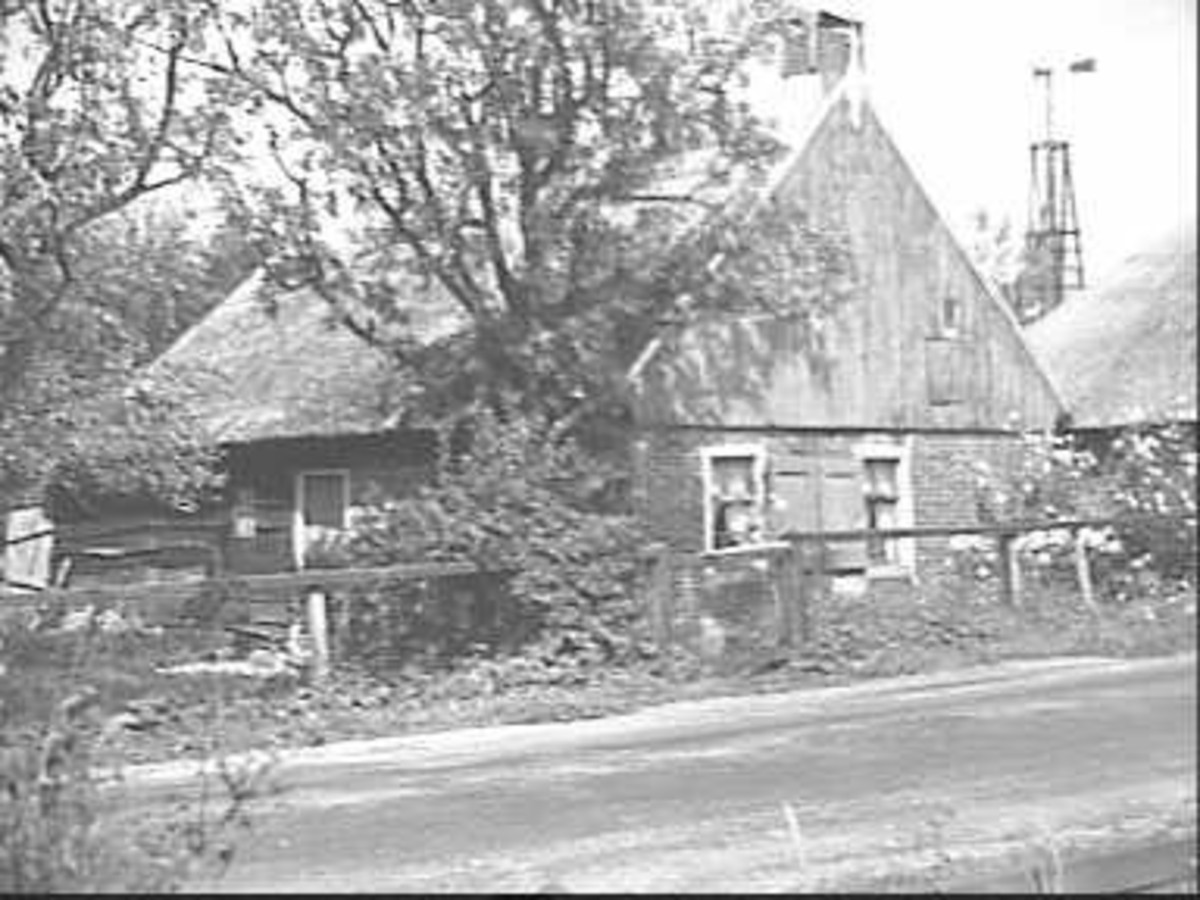
Zij- en voorgevel van een boerderij in Ronduite

 Ronduite  (spreek uit: Ronduute) is een buurtschap in de gemeente Steenwijkerland, in de Nederlandse provincie Overijssel.
De buurtschap is gelegen in de Kop van Overijssel tussen de Beulaker- en de Belterwijde op een soort schiereiland en wordt grotendeels gevormd door twee kampeerterreinen.

## Geschiedenis
Op de Ronduite lag vroeger een redoute, een militaire versterking op de kruising van de Arembergergracht, een vaarverbinding tussen Zwartsluis en de Veneweg, die sinds 1775 tussen de Beulaker- en Belterwijde doorloopt. Maar ook daarvoor was de Veneweg een belangrijke verbindingsweg door het veengebied tussen Meppel en Vollenhove. De naam Ronduite is afkomstig van het woord Redoute.
Tussen 1884 en 1942 was aan de Ronduite een punterwerf gevestigd. De werf werd daar gesticht door Jan Huisman en werd later voortgezet door zijn zoon Wolter Huisman. Er werden punters gebouwd en ook andere voor de Kop van Overijssel typerende vaartuigen als het vlot en de bok. Deze werf en de werf van een andere zoon van Huisman, Peter, in Wanneperveen waren gedurende de eerste helft van de 20e eeuw de belangrijkste leveranciers voor punters rond Kampen, langs het Zwarte water en de kust van de Zuiderzee. Deze punters hadden aanmerkelijk hogere boeisels en beschikten over twee langwerpiger zwaarden dan de punters voor Giethoorn. Bovendien was de mast meer naar achteren geplaatst waardoor er meer ruimte is voor een fok. Ook andere schepen zoals pramen werden hier gebouwd. Uit deze werf is later de internationaal bekende jachtwerf Huisman in Vollenhove ontstaan.
Op 6 december 1944, tijdens de Tweede Wereldoorlog, stortte in Ronduite een Amerikaanse bommenwerper, een Boeing B17G neer. Van de acht inzittenden kwam er een om het leven en de andere zeven werden krijgsgevangen genomen.